# Натхурам Годзе
Натхурам Вінаяк Годзе (маратхі नथूराम विनायक गोडसे, англ. Nathuram Godse; 19 травня 1910 — 15 листопада 1949) — індійський націоналіст, вбивця Махатми Ганді.

## Біографія
Народився 19 травня 1910 року в Бараматі, округ Пуна (зараз — штат Махараштра) у сім'ї поштаря. При народженні був названий Рамачандра. До його народження у батьків дочка і три сини, котрі померли. Побоюючись, що це через прокляття дітей чоловічої статі, протягом перших кількох років свого життя Рамачандра виховувався як дівчинка і носив кільце у носі, за що отримав прізвисько «Натхурам» (буквально «Рам з кільцем у носі»).
До п'ятого класу вчився у школі в Бараматі, після чого був відправлений до тітки в Пуне, де ходив до англійської школи. Не закінчивши її, приєднався до кількох націоналістичних індуїстських організацій, які підтримували рух Ганді «Геть з Індії!». Згодом Годзе став активістом ультраправої націоналістичної організації «Хінду Махасабха» і працював шеф-редактором газети «Хінду раштра», які відкидали філософію Ганді, вважаючи, що він, шукаючи порозуміння з мусульманами, зраджує інтереси індусів.
Безпосереднім приводом до вбивства Махатми Ганді стала його активна підтримка рішення уряду Індії виплатити Пакистану 550 млн рупій в рамках узгодження умов розділу Британської Індії на дві держави. 20 січня 1948 року Натхурам Годзе у складі групи брав участь у невдалому замаху на Ганді.

## Убивство Ганді
30 січня 1948 о 17:17 Годзе трьома пострілами з пістолета Beretta M1934 смертельно поранив Махатму Ганді під час його вечірньої молитви поблизу дому. Не намагався тікати і був схоплений на місці злочину. Постав перед судом разом із іншими вісьмома члена групи, що підготувала і здійснила змову.

## Страта
8 листопада 1949 року був засуджений до страти і 15 листопада 1949 року повішений разом із Нараяном Апте, якого суд визнав організатором убивства.

## Спроби реабілітації
Після приходу до влади у 2014 році партії Бхаратія джаната парті її керівництво звернулось до прем'єр-міністра Нарендра Моді з вимогою увічнити пам'ять Годзе-патріота і відзначати 30 січня як «День сміливості».